# Teri McMinn
Teri McMinn (Houston, 18 agosto 1951) è un'attrice statunitense, famosa per aver interpretato il ruolo di Pam nel film horror del 1974 Non aprite quella porta.

## Biografia
Teri McMinn nacque a Houston, Texas, il 18 agosto 1951 e crebbe con un grande interesse per letteratura, arte e teatro. Dopo essersi diplomata al liceo, frequentò il Dallas Theatre Center, una scuola di teatro e recitazione a Dallas, Texas. Proseguì gli studi presso l'Università del Texas ad Austin, dove si laureò.
Da sempre attratta anche dal cinema, dopo essersi diplomata agli studi di teatro, cercò lavoro e conobbe il produttore e regista cinematografico Tobe Hooper, che l'assunse per recitare nel suo film di debutto Non aprite quella porta, dove interpretò Pam, una ragazza che viaggia con i suoi amici e si imbatte in una famiglia di cannibali che si dedica solo a commettere crimini, saccheggiare tombe nei cimiteri e uccidere persone. Il film ebbe un grande successo, del quale furono poi realizzate diverse versioni e seguiti, ma l'originale del 1974 è quello più acclamato dal pubblico e considerato un classico del cinema horror moderno; In esso McMinn recita al fianco di Marilyn Burns e Gunnar Hansen e in una delle scene più memorabili viene appesa ad un gancio da macellaio dall'antagonista.
Dopo le riprese del film di Hooper, andò a New York per continuare i suoi studi di teatro e recitazione, quindi si trasferì a Los Angeles dove fu assunta in spot televisivi per cosmetici e trucco e fece la modella per gambe e piedi. Focalizzata sul teatro, non girò più un film fino al 1991. Nel 2011 nel film Cousin Sarah, interpretò Anastasia, accanto a Leah Pipes, Jason Mewes, Haylie Duff , Tippi Hedren e Linda Blair. Ha poi avuto un ruolo molto breve nel film Butcher Boys nel 2012. Vive in California e soddisfa i fan partecipando occasionalmente a eventi e festival di film horror.

## Filmografia

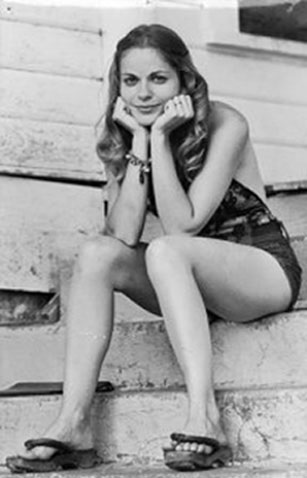
Teri McMinn durante la lavorazione di Non aprite quella porta

- Non aprite quella porta (The Texas Chain Saw Massacre, 1974)
- Terrore in sala (Terror in the Aisles, 1984) (filmati d'archivio)
- The Horror Hall of Fame II (1991) (se stessa)
- The Cellar (2009)
- Cousin Sarah (2011)
- Butcher Boys, regia di Duane Graves e Justin Meeks (2012)
- Non aprite quella porta 3D (Texas Chainsaw 3D), regia di John Luessenhop (2013) - Pam (all'inizio del film, riciclato dalla pellicola del 1974)